# Murauer Faschingrennen
Das Murauer Faschingrennen ist ein Umzug- und Heischebrauch, der in mehreren Orten im Bezirk Murau (Steiermark) ausgeübt wird. Der teilweise über 40 Kilometer lange Maskenumzug findet alle zwei bis fünf Jahre zumeist am Faschingmontag, dem „Damisch´n Montag“ statt. Mit traditionellen Tänzen, Musik, Gesang und herausfordernden Ritualen begrüßen lokale Brauchträger den Einzug des Frühlings. 2011 wurde die gesellschaftliche Praktik von der UNESCO-Kommission ins nationale Verzeichnis des immateriellen Kulturerbes aufgenommen (Listeneintrag).
Durchgeführt wird der Brauch alle 2–4 Jahre in den Gemeinden Krakau (Krakauebene, Krakauhintermühlen), Schönberg-Lachtal, Schöder, St. Peter am Kammersberg, St. Georgen am Kreischberg, St. Lambrecht, Ranten und der Stadtgemeinde Oberwölz.
In der Pöllau am Greim (Gemeindegebiet St. Peter am Kammersberg) alle 5 Jahre in Verbindung mit der traditionellen Bärenjagd.

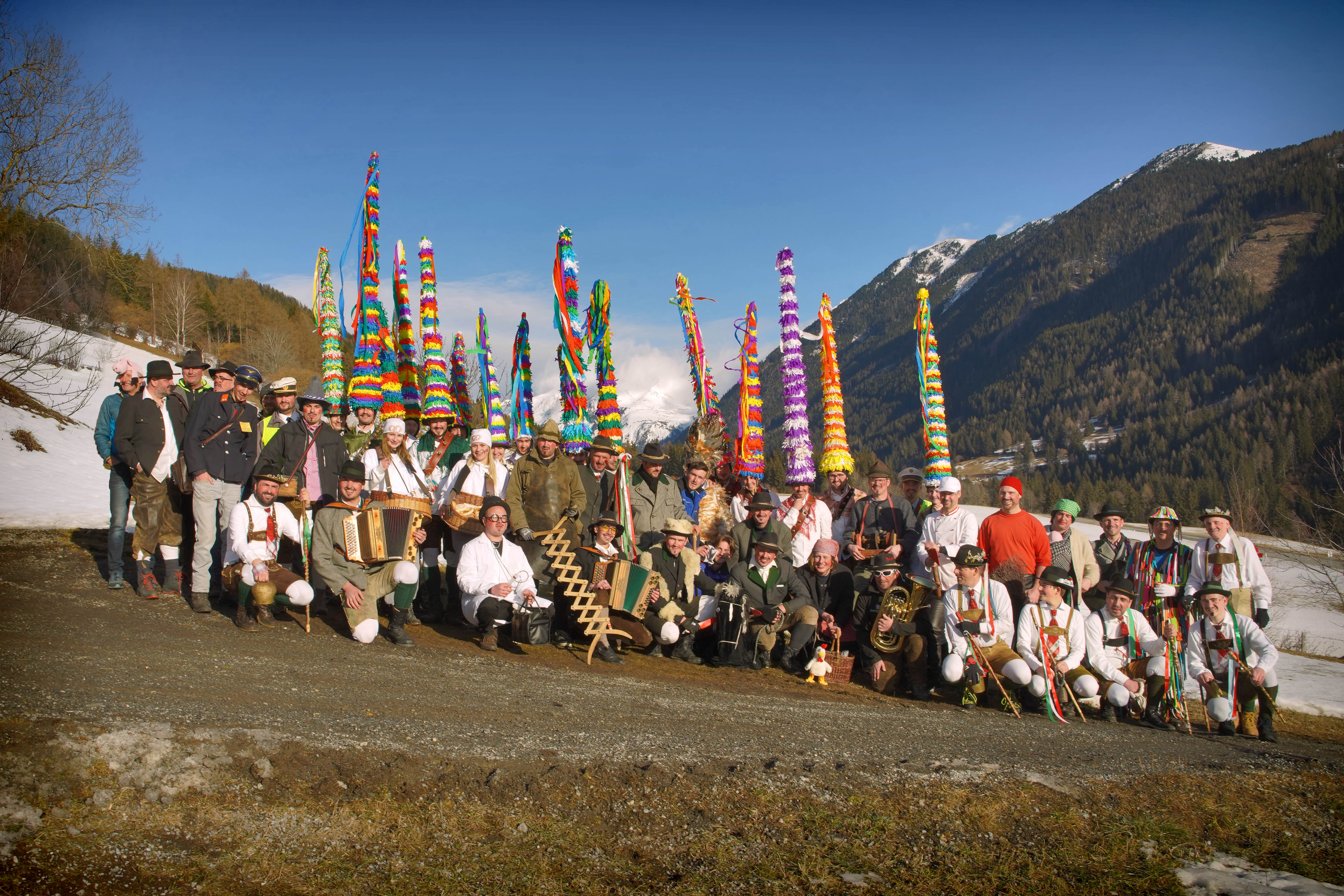
Faschingrenner

## Erscheinungsbild und Brauchträger
Die Faschingrenner zeichnen sich durch charakteristische Trachten aus, die sich je nach Örtlichkeit auch geringfügig unterscheiden können. Schellfaschinge und Glockfaschinge tragen lange, spitze Hüte mit Bändern, weiße Hemden, Dreiecktücher und kurze Lederhosen unter denen lange weiße Unterhosen hervorschauen. An den Füßen tragen sie schwarze Schuhe mit grünen Stutzen. Sie bilden die unterste Stufe in der Hierarchie der Figuren des Murauer Faschingrennens. Die Schellfaschinge symbolisieren die winterlichen Drescher, deren Hemd und Kapuze, heute ein hoher Spitzhut, das Eindringen der Spreu beim Dreschen verhindern sollte. Die Glockfaschinge stellen die sommerlichen Almhalter mit Hirtenstab und Kuhglocke dar.
Auch die dargestellten Figuren und die Reihenfolge ist von Ort zu Ort verschieden, wird dort jedoch streng eingehalten. Nach dem Zug der Faschingrenner und „Schönen“ ziehen die sog. „Vetteln“ von Haus zu Haus. Es handelt sich um alte bäuerliche Figuren, beginnend beim Bauer, seinem Pferd, dem Rossknecht, Schinder, Haferträger, Eierfrau, Dirne mit ledigem Kind, Doktor, Schottenglaner, Fotograf, Bäcker, Müller, Bauchladen „billiger Jakob“ … die ihre Waren verkaufen bzw. um Spenden betteln und am Hof Schabernack treiben.
Als Brauchträger wirken lokale Vereine, wie beispielsweise die Landjugend, Feuerwehr oder Musikvereine. Es können sich auch Männer aus der Dorfbevölkerung in nicht vereinsmäßigen Gruppen organisieren, um das Faschingrennen auszurichten.

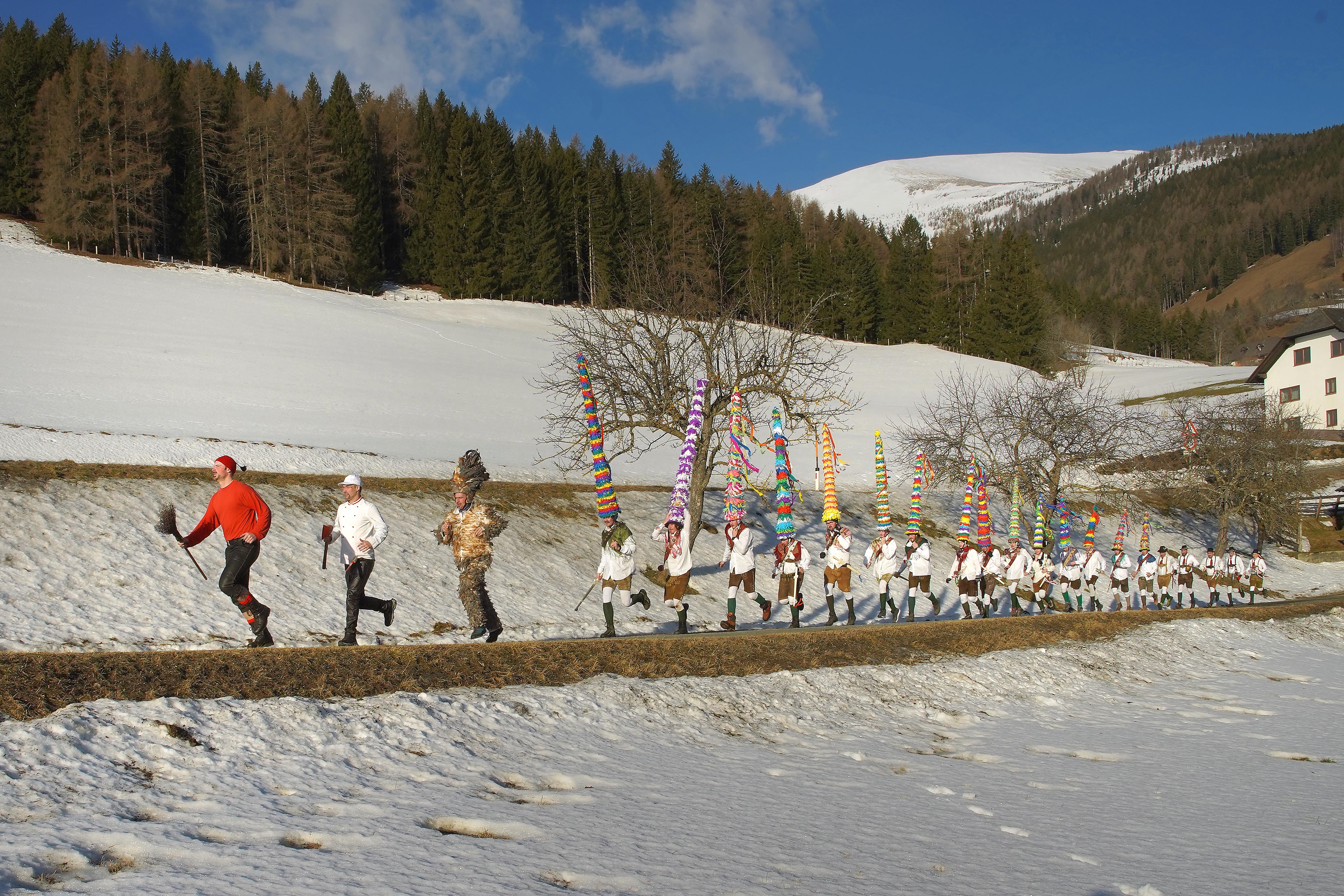

## Symbolik und erste Erwähnung
Erstmals schriftlich erwähnt wurde das Faschingrennen 1885 von Karl Reiterer. Die frühesten fotografischen Bilddokumente wurden in den 1930er Jahren in Sankt Georgen o.M. aufgenommen. Im Mittelalter wurde das Ereignis noch als religiöses Brauchtum zur Austreibung des Winters angesehen und hat Landwirten in der Umgebung Hoffnung auf einen ertragreichen Sommer gebracht. Heute ist Religion ein nebensächlicher Aspekt, da dem Umzug eine rein symbolische Wirkung als Zeichen des Gemeindezusammenhalts zukommt. Das Faschingrennen gilt für die Gruppe an Mitwirkenden, erst als Bewährungsprobe und eine erfolgreiche Teilnahme wird innerhalb der Gemeinde als Ehre angesehen. Das Faschingrennen ist in der heutigen Zeit auch ein Mittel, um den örtlichen Vereinen wie der Freiwilligen Feuerwehr und den Musikvereinen finanzielle Unterstützung für diverse Ausgaben zu bieten.

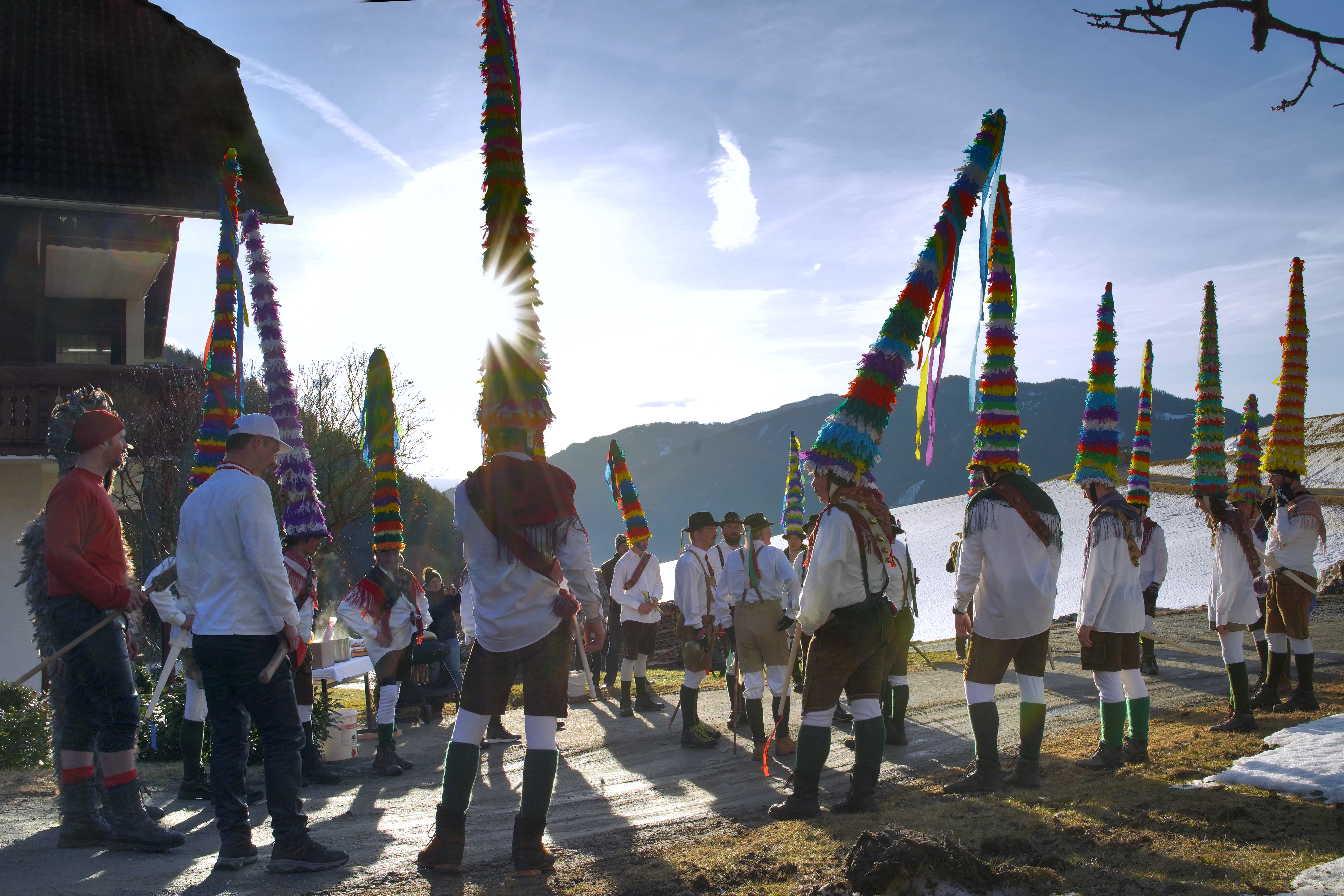

## Ablauf und Interaktion
Die Teilnehmer werden in Gruppen gegliedert, welche zu Fuß oder auch auf Fahrzeugen von Hof zu Hof eilen, um dort verschiedene Hindernisse zu bewältigen. Unter anderem zählen hierzu das Überwinden des sogenannten „Speng“ (gespannte Eisenkette) sowie der Zweikampf. Mit erfolgreicher Absolvierung einer dieser Praxen wird ein Hof symbolisch erobert beziehungsweise besetzt. Besonders hervorzuheben an diesem Brauch ist, dass sowohl Teilnehmer als auch Besucher und die Bewohner der jeweiligen Höfe miteinander interagieren und somit mit eingebunden sind. Wichtig bei dieser Tradition ist es dabei zu sein, durchzuhalten und in der vorgegebenen Hierarchie, welche durch das Rennen definiert ist, aufzusteigen. Schlussendlich müssen alle Teilnehmer um 19 Uhr die Kirche erreichen, wo noch ein Abschluss-Kranzl gelaufen wird.

## Aktuelle Aktivitäten
In einigen Ortschaften wird üblicherweise nach der Besetzung eines Hofes, mithilfe des in der Luft gespannten „Speng“, von allen Beteiligten das sogenannte „Kranzl“ aufgeführt. Hierbei handelt es sich um einen Tanz, der von zwei oder drei Musikanten mit dem „Tanzl“ begleitet wird. Wahlweise wird dazu auch gesungen. Die Teilnehmenden bilden dazu zwei Kreise, die sich in die entgegengesetzte Richtung voneinander drehen und anschließend durch den Akteur des „Wegauskehrers“ wieder aufgelöst werden. Außerdem ist es manchen Ortschaften Brauch meist weiblichen Zuschauerinnen rote Herzen auf die Wangen zu malen, was „halsen“ genannt wird.